# Modesta Avila
Modesta Avila (1867 o 1869 - septiembre de 1891) fue una  manifestante estadounidense en el condado de Orange, California, que se convirtió en la primera delincuente convicta del condado y prisionera estatal. Ávila solo había recibido una advertencia menor en 1889 por colocar una obstrucción en las vías para protestar contra la construcción del ferrocarril de Santa Fe a través de su propiedad sin una compensación adecuada, pero continuó burlándose de las autoridades y finalmente fue arrestada cuatro meses después.
Aunque el jurado en su primer juicio no pudo llegar a un acuerdo, fue condenada después de un segundo juicio en la Corte Suprema del Condado de Orange y sentenciada a tres años en la Prisión Estatal de San Quintín. Allí murió de neumonía en septiembre de 1891 después de cumplir dos años y siete meses de su condena. Es considerada una heroína popular de los latinos del condado, y se la sugiere como la "Dama Blanca", un fantasma que se dice ronda el área y, según los informes, se ha visto caminando por las vías del tren desde la década de 1930. 

## Biografía
Ávila nació en 1867, o 1869 según algunas fuentes, en San Juan Capistrano, condado de Orange, California, ubicado aproximadamente a 23 km sureste del Centro de Santa Ana. Poco se sabe sobre su infancia y su vida previa, pero a la edad de 20 años había heredado tierras de su madre justo al norte de la estación de tren de Capistrano y estaba ocupada en la cría de pollos. Físicamente, fue descrita como una "belleza de ojos oscuros" en apariencia y una "mujer extremadamente orgullosa". Las autoridades la consideraron mexicana a pesar de que había nacido en San Juan Capistrano y técnicamente era mexicano-estadounidense o chicana; los mexicanos eran impopulares en el condado en ese momento y estaban sujetos al racismo. Había pasado 30 días en la cárcel del condado de Los Ángeles en 1888 por "vagancia" (a menudo un eufemismo para la prostitución) y esto, junto con el hecho de que, según los informes, no estaba casada y estaba embarazada en el momento de su segundo juicio, llevó a creer que complementó sus ingresos trabajando como prostituta. El obituario en el Santa Ana Standard después de su muerte en septiembre de 1891 pareció agregar peso a esto al referirse a ella como "una conocida favorita de los muchachos de Santa Ana".

## Protesta

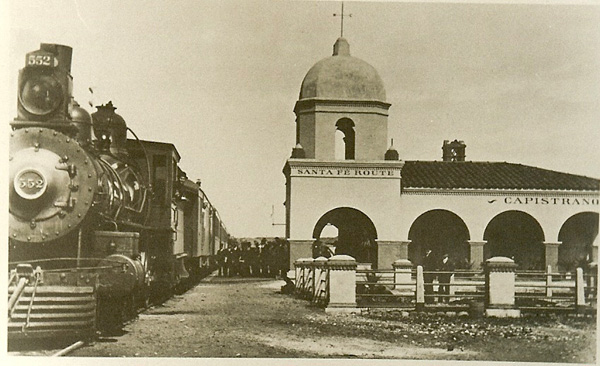
Ávila vivía justo al norte de la estación San Juan Capistrano, fotografiada alrededor de 1895.

Ávila estaba molesta por la construcción del Ferrocarril de Santa Fe a través de las tierras de su familia y a solo 15 pies de su casa, creyendo que no había sido compensada adecuadamente por el ferrocarril que estaba teniendo un impacto negativo en la cría de pollos y su calidad de vida por el ruido. En 1889, decidió protestar contra la incursión del ferrocarril en su vida y propiedad. Fuentes locales dicen que ató un tendedero colgado con su ropa a lo largo de la vía, pero otros informes dicen que colocó una amarra de ferrocarril a través de las vías y erigió un poste de cerca entre los rieles al que adjuntó una nota de protesta que decía: "Esta tierra me pertenece. Y si el ferrocarril quiere correr aquí, me tendrán que pagar diez mil dólares ". Max Mendelson, agente de Southern Pacific en San Juan Capistrano, informó que lo había retirado, informó a Ávila que Southern Pacific estaba perfectamente dentro de sus derechos en la construcción del ferrocarril y le ordenó que no volviera a interferir. 
Existe alguna duda sobre lo ocurrido entre Ávila y Mendelson. Ávila parecía creer que sería compensada, e incluso se documenta que viajó a un banco en Santa Ana para preguntar cómo podría recibir un pago de $ 10,000 y organizó una fiesta para celebrar el esperado pago. Fue arrestada en la fiesta por perturbar el orden público y molestó a las autoridades al jactarse en su juicio de su victoria sobre la compañía ferroviaria y el gobierno. Según la historiadora Lisbeth Haas en el libro Conquistas e identidades históricas en California, 1769-1936, fueron sus acciones después de su protesta inicial más que el acto en sí lo que la llevó a su arresto cuatro meses después por "intento de obstrucción de un tren", y que se convirtió en un ejemplo para demostrar que las protestas serían castigadas bajo el nuevo sistema legal estatal.

## Procesamiento y encarcelamiento

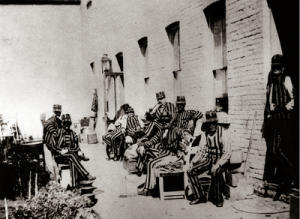
Prisión Estatal de San Quintín en la década de 1890. Avila murió aquí en 1891

Su primer juicio por interferir con las vías se llevó a cabo en el entonces recién inaugurado Tribunal Superior del Condado de Orange bajo la dirección de Edward Eugenes, una figura legal que también estaba en la asamblea estatal. El primer juicio terminó con un jurado de 6-6. En la semana previa al nuevo juicio, se difundieron rumores de que Ávila estaba embarazada fuera del matrimonio, un acto considerado gravemente pecaminoso en ese momento.   Su abogado, George Hayford "sin experiencia y probablemente corrupto",  se vio obligado a confirmar que estaba embarazada y creía que la verdadera decisión de encarcelarla durante tres años en la Prisión Estatal de San Quintín se debió en gran parte a esto, escribiendo que "su verdadero crimen es que es una pobre chica que no tiene la sensatez de estar casada”. Hayford apeló al tribunal alegando que había sido "condenada por su reputación, no por sus hechos". Recibió una audiencia en la Corte Suprema, pero perdió el caso por un tecnicismo. El caso de Avila quizás también se utilizó como "vehículo para pulir la imagen de la ley y el orden del condado de Orange", ya que fue la primera persona en ser condenada por un delito grave en el condado. Su novio en ese momento fue despedido de su trabajo por negarse a distanciarse de ella.
Si estuvo embarazada, se desconoce qué fue de su bebé: en los registros penitenciarios no aparece ninguna mención al respecto. Avila murió en prisión de neumonía en septiembre de 1891 a la edad de 22 o 24 años después de cumplir dos años y cinco meses de su condena. Su necrológica en el Santa Ana Standard concluyó: "Que los que están sin pecado tiren la primera piedra". 

## Legado
Hoy en día, es considerada una figura importante en la leyenda local y ha sido citada como una "heroína del folclore" para los latinos en el condado. La Sociedad Histórica de San Juan Capistrano develó una placa en el pueblo que la conmemora a ella y a su lugar en la historia. Mary P. Nolan, directora ejecutiva de la YWCA Central del Condado de Orange, la incluyó entre las 30 "mujeres valientes" prominentes en la historia del Condado de Orange.
La Coalición Modesta Ávila, un grupo activista en el área de Los Ángeles involucrado en la lucha contra las empresas que transportan mercancías hacia y desde los patios ferroviarios, se nombró en su honor en 2005.